# Diplotrema parva
Diplotrema parva är en ringmaskart som först beskrevs av Lee 1959.  Diplotrema parva ingår i släktet Diplotrema och familjen Acanthodrilidae. Inga underarter finns listade i Catalogue of Life.